# Timogenes elegans
Timogenes elegans — вид скорпіонів з родини Bothriuridae. Поширений у Болівії та Парагваї, а також у провінціях Аргентини — Жужуї, Сальті, Формосі, Чако, Тукумані, Сантьяго-дель-Естеро, Катамарка, Ла-Ріосі, Кордові, Сан-Луїсі, Сан-Хуані, Мендосі, Ла-Пампі, Ріо-Негро, Санта-Фе, Ентре-Ріосі та Буенос-Айресі. Живуть в тунелях. Довжина тіла 120 мм. Отрута не має ніякої медичної значущості.